# Deppea martinez-calderonii
Deppea martinez-calderonii är en måreväxtart som beskrevs av David H. Lorence. Deppea martinez-calderonii ingår i släktet Deppea och familjen måreväxter. Inga underarter finns listade i Catalogue of Life.